# Pierre Greco
Pierre Greco est un réalisateur et scénariste québécois.
Pierre Greco a fait ses études en cinéma à Concordia en 1984. À la suite de cela, il réalise plusieurs publicités, des documentaires ainsi que des corpos. Autour des années 2000, il se consacre à la fiction en réalisant quelques courts métrages et un long métrage Un petit vent de panique qui sort en 2000.    
Étant un grand fan de bande dessinée et d'animation, il décide de s'engager que dans l'animation. Il réalise en 2006 W: The Series, un dessin animé diffusée à Télétoon (Canada) et à ICI Radio-Canada Télé. Cette série est vendue dans plus de 45 pays. 
Pierre Greco réalise son premier long métrage d'animation : Le Coq de St-Victor, sorti en salle en février 2014. Ce long métrage est tiré du roman «Le Coq de San Vito» de l'écrivaine Johanne Mercier, sa femme. Anne Dorval, Guy Jodoin, Guy Nadon, Mariloup Wolfe et Gaston Lepage sont les vedettes qui prêtent leur voix au film. Le film s'inspire notamment de l'esthétique de Chuck Jones et de Looney Tunes. Universal Pictures rachète les droits de distribution de ce film à l'international sous le titre "Rooster Doodle-Doo". 
Le deuxième long métrage d'animation du réalisateur, «Nelly et Simon – Mission Yéti», qu'il co-réalise avec Nancy Florence Savard, voit le jour en 2018. En mars 2017, le film est vendu dans 27 pays. 
En parallèle à sa carrière de réalisateur, Pierre Greco, chargé de cours à l'université Laval, enseigne la scénarisation de court métrage et de scénarimage dans le cadre des programmes du baccalauréat en arts et sciences de l’animation et du certificat en arts et sciences de l’animation,.  

## Prix
- 2014 : Prix du Public au Festival international du film pour enfants de Montréal pour Le Coq de St-Victor
- 2008 : Prix Gémeaux; nomination dans la catégorie “Best animation” (meilleure animation)